# Christian Sæten
Christian Sæten (* 5. Dezember 1988) ist ein norwegischer Biathlet.
Christian Sæten vom Nittedal SSL bestritt in Canmore im Rahmen der Biathlon-Juniorenweltmeisterschaften 2009 seine erste internationale Meisterschaft und belegte die Plätze 45 im Einzel, 31 im Sprint und 28 im Verfolgungsrennen. National erreichte er seinen bislang größten Erfolg, als er in Simostranda bei den Norwegischen Meisterschaften im Biathlon 2010 gemeinsam mit Magnus L’Abée-Lund, Martin Eng und Henrik L’Abée-Lund für die Region Oslo og Akershus startend die Goldmedaille im Staffelrennen gewann.